# Pallagi Melitta
Pallagi Melitta (1992 –) magyar színésznő.

## Életútja
A kecskeméti Katona József Gimnáziumban érettségizett. Felvételt nyert a Kaposvári Egyetem Művészeti Karának színész képzésére, ahol 2015-ben diplomázott. Egyetemi évei alatt a K2-ben kezdett dolgozni. Jelenleg a Studio K társulatának tagja. Az országos ismertséget Dia szerepe hozta meg számára az RTL-n vetített Drága Örökösök sorozatban.

## Fontosabb színpadi szerepei
- Reggeli dinoszauruszokkal (2017)[3]
- Peer Gynt (2017)[4]
- Angyali üdvözlet (2019)[5]

## Filmográfia
- Drága örökösök - Palágyi Dia (2019–2020)[6]
- Hazatalálsz (2024) – Anna / Fiatal Vera
- BigBakShow (2025) – Szarka Éva

## Kapcsolódó oldalak
- Drága örökösök